# Università di Kingston
L'Università di Kingston (Kingston University), o più semplicemente K.U., è un'università pubblica inglese fondata nel 1899 come "Kingston Technical Institute" e situata a Kingston upon Thames, il quartiere centrale del borgo reale di Kingston upon Thames, a Londra.

## Storia
L'istituto tecnico di Kingston fu inaugurato nel 1899 proponendo corsi di chimica, costruzioni, impianti elettrici, infermieristica, modellazione d'argilla e sartoria. Successivamente, nel 1917, avvenne l'apertura del Gipsy Hill College per la formazione degli insegnanti. Nel 1926 l'istituto fu riconosciuto ufficialmente quale technical college, mentre nel 1930 la Kingston school of art si separò dal college e dal 1939 fu dislocato presso Knights Park laddove divenne un College of art nel 1945. Nel 1946 il Gipsy Hill College si trasferì a Kingston Hill; nel 1953 il Technical College aprì la sua prima biblioteca e nel 1957 l'ente fu riconosciuto collegio tecnologico regionale. Nel 1963 il Gipsy Hill College ottenne lo status di college of education; nel 1970 il College of technology e il College of art si fusero dando origine al Kingston polytechnic, il quale a sua volta assorbì il Gipsy Hill College nel 1975. Nel 1992 il Kingston polytechnic divenne una università e nel 1995 acquisì Dorich House.

## Struttura
L'università è organizzata in quattro facoltà:
- School of art
- Business and social sciences
- Health, social care and education
- Science, engineering and computing

Kingston Hill
Il campus di Kingston Hill, noto sino al 1989 come Gipsy Hill, è stato destinato principalmente alle attività afferenti alla sanità pubblica, alle scienze umane e alle professioni sanitarie; esso comprende la business school, l'edificio Frank Lampl, l'aula di Lawley, la biblioteca universitaria, la casa Coombehurst, lo studio Visconti e le sale da pranzo.
Knights Park

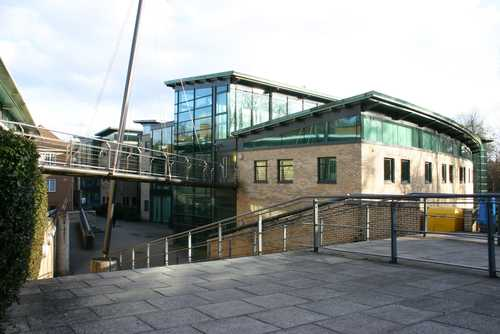
Il campus di Kingston Hill

Situato in Grange Road, il campus di Knights Park ospita la Kingston School of Art. Il campus, aperto nel 1939, è stato costruito sulle rive settentrionali del fiume Hogsmill. Nel 2019 il sito fu ristrutturato e ampliato con laboratori, studi, una galleria ed aree comuni.
Penrhyn Road
Penrhyn Road, inaugurato nel 1951, è il principale campus universitario e ospita la facoltà di lettere e scienze sociali; dal 2017 è stato oggetto di ampliamenti e ristrutturazioni terminati nel 2020.
Reg Bailey

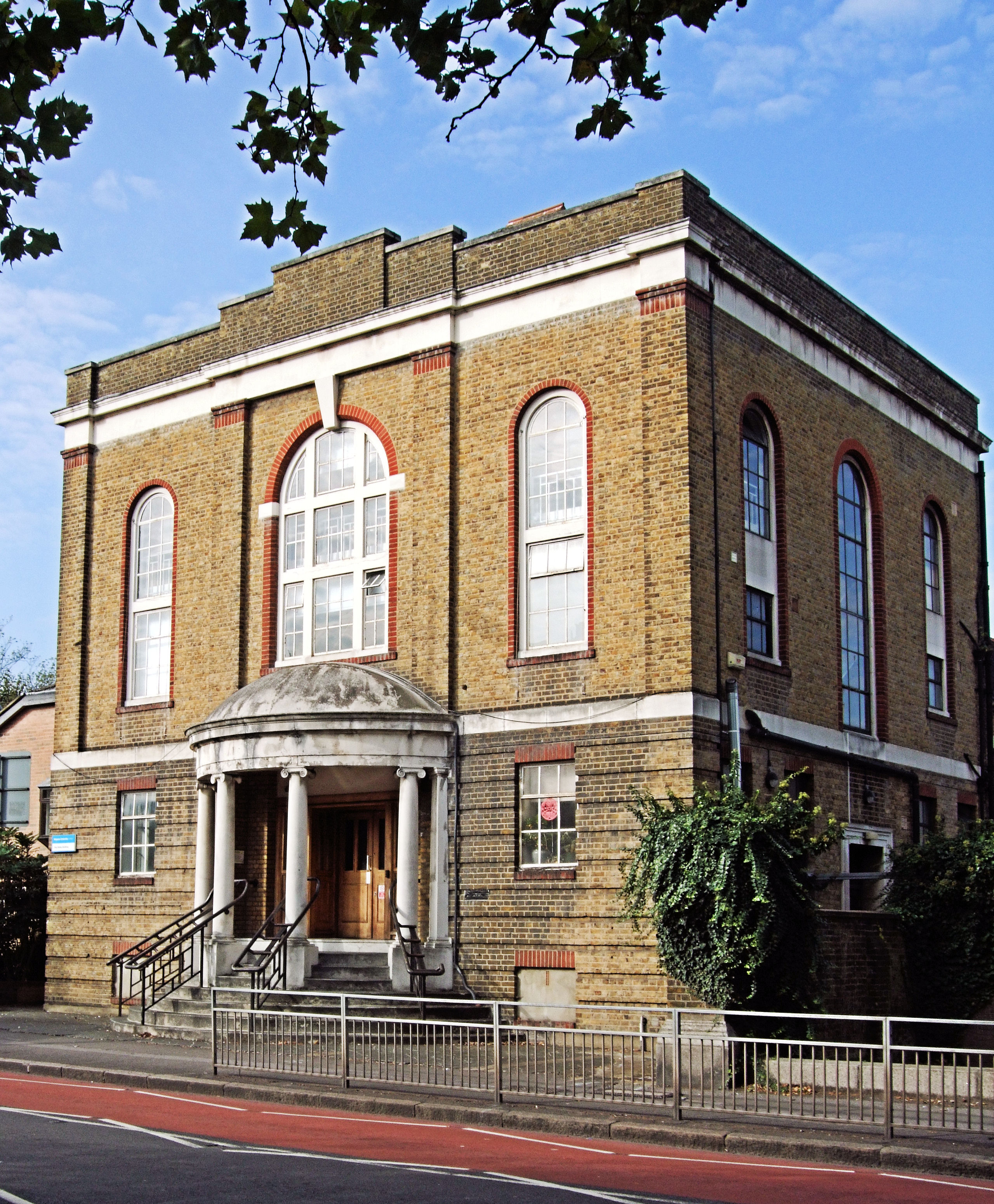
L'edificio del Reg Bailey

Il complesso di teatro e danza "Reg Bailey" è ubicato in un'antica chiesa convertita, all'interno sono allestiti due teatri dotati di apparecchiature professionali, tre sale prove e una sala costumi. Annesso alla struttura vi è il Surrey Club, il quale dispone di due studi di prova e una sala di condizionamento fisico, tutti i locali sono realizzati con pavimenti antiscivolo. Dal 1992, l'auditorium The Fighting Cocks è diventata anche una piattaforma di formazione per il pubblico e un luogo di valutazione per gli studenti di musica e teatro dell'università.
Roehampton Vale
Il campus di Roehampton Vale, inaugurato nel 1993, si trova in Friars Avenue ed è interamente dedicato alla facoltà di scienze, ingegneria e computazione. Il sito ospita una galleria del vento, officine ingegneristiche, un simulatore di volo, una gamma di veicoli, un aereo Learjet 25 e risorse per l'apprendimento in ambito automobilistico e aeronautico.

### Museo
L'università di Kingston gestisce il Dorich House Museum, che ospita una collezione di opere della scultrice Dora Gordine oltre a elementi d'arte e arredamento della Russia imperiale.